# Olimpíada Brasileira de Agropecuária
A Olimpíada Brasileira de Agropecuária é uma das Olimpíadas de Conhecimento do Brasil. Organizada pelo Instituto Federal do Sul de Minas Gerais em parceria com a Embrapa, a olimpíada objetiva o estímulo ao ingresso de jovens na área de pesquisa e da inovação em agropecuária, o desenvolvimento regional e produção de inovações tecnológicas, enfrentamento com situações desafiadoras e o estímulo ao espírito de cooperação.
A primeira edição, em 2003 contou com cerca de 2000 estudantes incritos, divididos em 352 equipes. As três primeiras fases, virtuais, ocorreram entre agosto e setembro, enquanto a quarta fase, presencial, aconteceu entre os dias 6 e 8 de Outubro, na cidade de Pouso Alegre, MG. Desta fase presencial participaram 58 equipes de 20 instituições de ensino. A equipe vencedora foi a equipe Ifagripec do Instituto Federal do Triângulo Mineiro; a mesma representará o Brasil na International Earth Sciences Olympiad, que em 2012 acontecerá na Argentina.

## Participantes
Diferente da maioria das olimpíadas de conhecimento, a OBAP é aberta a todos os estudantes do ensino médio. Dela podem participar estudantes do ensino médio que cursem, integrada ou paralelamente, curso técnico em uma das seguintes áreas: agropecuária, agricultura, agroecologia, zootecnia, agronegócio, alimentos e agroindústria. A inscrição é feita por equipes, com cada equipe sendo composta por quatro estudantes e um orientador. 

## Como Funciona
A OBAP possui quatro fases, três virtuais e uma presencial. Nas três primeiras, que são eliminatórias e classificatórias, as equipes tem que responder questões de múltipla escolha nas áreas de agricultura e zootecnia.
Da quarta fase, presencial, participam as 50 equipes melhor colocadas.
Essa fase é dividida em duas etapas. Primeiro as equipes devem enviar um estudo de caso referente ao tema da olimpíada (que, em 2011, foi Inovação e Sustentabilidade); depois, fazem ainda uma quarta prova, individual e objetiva, sobre temas específicos em agricultura e zootecnia.
As 15 melhores equipes são premiadas com medalhas; as três melhores recebem um troféu. O melhor estudo de caso será premiado à parte. A equipe vencedora tem custeada sua participação na Olimpíada Internacional de Ciências da Terra. 